# Fraimbois
Fraimbois is een gemeente in het Franse departement Meurthe-et-Moselle (regio Grand Est) en telt 279 inwoners (1999). De plaats maakt deel uit van het arrondissement Lunéville.

## Geografie
De oppervlakte van Fraimbois bedraagt 15,2 km², de bevolkingsdichtheid is 18,4 inwoners per km².
De onderstaande kaart toont de ligging van Fraimbois met de belangrijkste infrastructuur en aangrenzende gemeenten.

## Demografie
Onderstaande figuur toont het verloop van het inwonertal (bron: INSEE-tellingen).